# مسجد بابا حاجی
مسجد بابا حاجی مربوط به دوره صفوی - دوره زند است و در شمال غربی بافت قدیم آران و بیدگل واقع شده و این اثر در تاریخ ۷ مهر ۱۳۸۱ با شمارهٔ ثبت ۶۵۴۱ به‌عنوان یکی از آثار ملی ایران به ثبت رسیده است.